# Katalin Karády
Katalin Karády, născută Katalin Mária Kanczler, (n. 8 decembrie 1910, Budapesta, Austro-Ungaria – d. 8 februarie 1990, New York City, New York, SUA) a fost o actriță și cântăreață maghiară, una din cele mai vestite stele ale cinematografului maghiar din anii 1939-1945. În anul 2004 a fost recunoscută postum de către Institutul Yad Vashem din Ierusalim ca unul din Drepții Popoarelor, care au salvat evrei în timpul Holocaustului.

## Primii ani
Actrița s-a născut în Kőbánya din Budapesta ca fetiță mezină într-o familie proletară cu șapte copii, în condiții de mare sărăcie. Tatăl ei, Ferenc Kanczler, pantofar de profesie, cu rădăcini germane, avea un caracter tiranic, și își lovea cu pumnii și cu biciul copiii și soția, le interzicea, între altele să meargă la cinema sau la teatru. Mama se numea Rozália Lőrinc. La vârsta de 5 ani Katinka Kanczler a beneficiat de intervenția unor asociații de caritate și a Crucii Roșii, care au ajutat la plasarea ei în afara familiei, în Elveția și apoi în Olanda. După reîntoarcerea la Budapesta i s-a dat posibilitatea să urmeze Școala de Comerț pentru fete (Kereskedelmi Leányiskola). Ca adolescentă, ea s-a distins prin cunoașterea de limbi străine, obsesia pentru curățenie și frumusețea ei deosebită.

## Anii de tinerețe și începutul carierei artistice
După moartea tatălui ei, în 1931, Katalin Kanczler a devenit soția lui Rezső Vargha, un funcționar superior vamal, cu treizeci de ani mai în vârstă decât ea. Din inițiativa lui Vargha, căsnicia a luat însă sfârșit după numai câteva luni.
În 1936 tânăra recent divorțată a început să ia lecții de teatru de la Ernő Tarnay, apoi cu Artúr Bárdos. La unul din cluburile de noapte din Buda, talentul ei a atras atenția lui Zoltán Egyed, ziarist și editor, care a ajutat-o să se impună în lumea spectacolelor. La propunerea lui Egyed, ea a adoptat numele artistic Karády, sub care a devenit cunoscută. Egyed i-a făcut cunoștință cu actrița Ilona Aczél Csathó, soția regizorului Csathó Kálmán, care, în studioul ei, i-a devenit vreme de trei ani mentor în domeniul jocului de teatru și al artei vocale.

## Vedetă de cinema
Katalin Karády și-a făcut debutul pe scena teatrului „Joob Daniel” în piesa lui Somerset Maugham și Zoe Atkins, „Femeia și diavolul”.
În anii 1939-1941 ea a jucat pe scena Teatrului din Pesta (Pesti Szinház) și a Teatrului de Comedie (Vígszinház). În lumea cinematografică a fost introdusă de Lajos Zilahi.
Primul ei rol de film, în Halálos tavasz (O primăvară fatală, după un roman de Zilahi) i-a adus faima de divă. Cu vocea ei senzuală, catifelată și puternică și cu sex appeal-ul ei, a interpretat adesea roluri de „femeie fatală”. Vreme de circa nouă ani, Karády a apărut în 20 de filme. Managerul ei, Zoltán Egyed, i-a creat o aureolă de stea de Hollywood. Mii de tinere maghiare i-au imitat îmbrăcamintea, pălăriile, coafurile, colierele și purtarea. Biserica catolică și-a exprimat consternarea față de aparițiile cinematografice ale lui Katalin Karady, considerate „imorale” și „primejdioase pentru tineretul creștin”.
Viața ei privată a devenit subiectul a numeroase bârfe și zvonuri, între care despre caracterului posibil bisexual al relațiilor ei intime. Cunoscută este astăzi dragostea dintre Katalin Karády și un șef al serviciilor secrete ale lui Horthy, colonelul István Ujszászi, care i-a achiziționat o vilă pe calea Muvészút 6 în districtul 12 din Buda, clădire care a slujit ulterior drept reședință primilor miniștri ai Ungariei post-comuniste, József Antall și Gyula Horn. În 1940 el i-a cerut mâna.

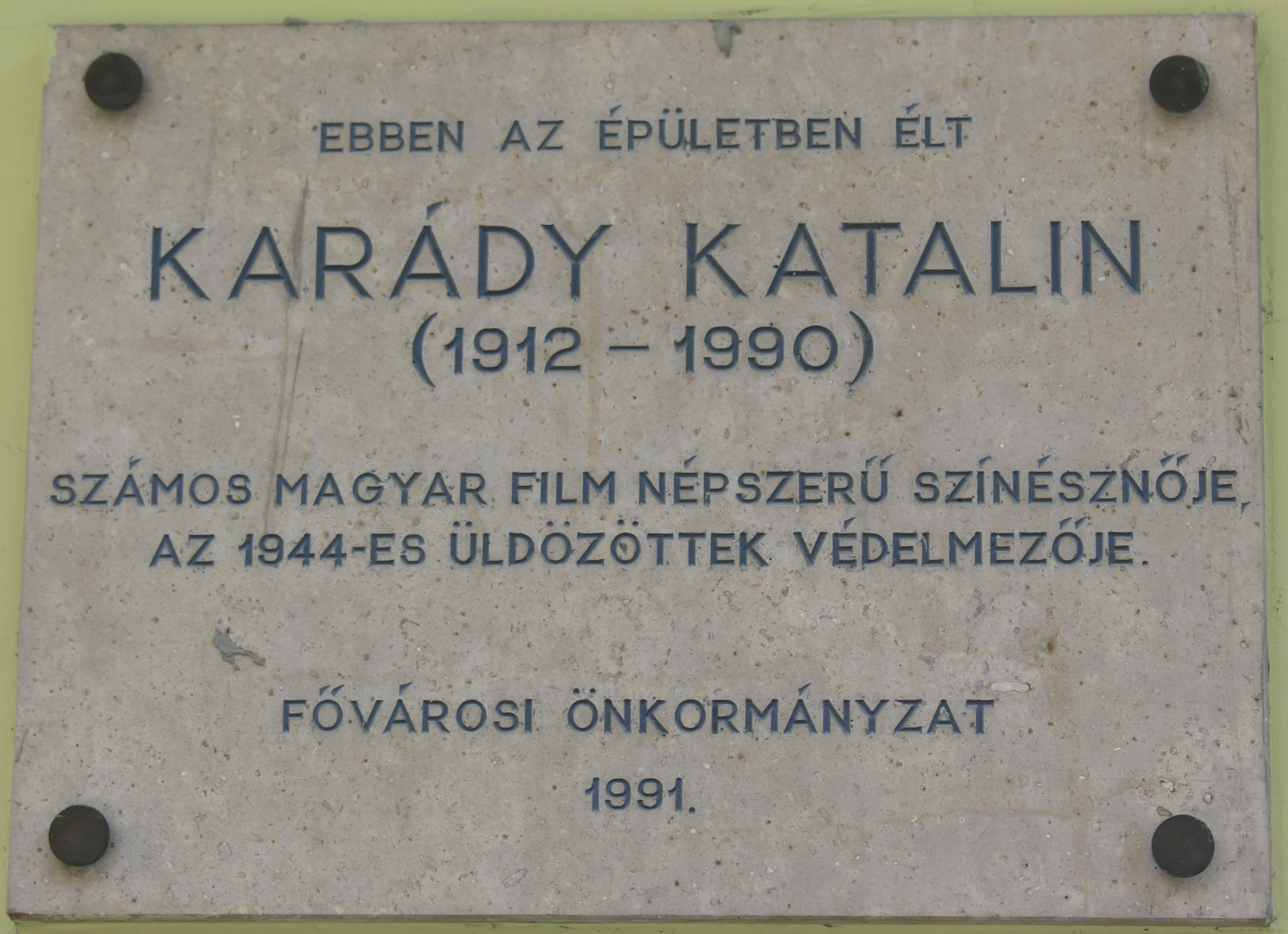
Placă memorială pe clădirea unde a locuit Katalin Karády pe strada Nyáry Pál 9 în districtul 5 din Budapesta

## Anul 1944
După invadarea Ungariei de către trupele germane în martie 1944 și instalarea guvernului extremist pro-nazist al generalului Döme Sztójay, logodnicul ei, Ujszászy, era căutat de Gestapo și de unitățile Ministerului de interne. Împreună, ei s-au ascuns o vreme la Buda într-o casă pe Felső Zöldmáli út 29. Karády nu a mai putut fi auzită la radio, filmul „Machita”, în care intrepreta o Mata Hari maghiară, ca si celelalte filme la care a luat parte, au fost coborâte de pe ecrane, și ea a fost exclusă de la filmările pentru noua producție maghiară Gazdátlan asszony, fiind înlocuită cu Erzsi Simor. Probabil din cauza relației cu Ujszászy, la 18 aprilie 1944 ea a fost arestată și deținută vreme de trei luni de către Gestapo sub acuzația de spionaj în favoarea aliaților. În acest timp a fost bătută greu și torturată, i s-au spart dinții din gură. Pusă în libertate, ea și-a găsit locuința jefuită și devastată. După spusele ei, speranța reîntâlnirii cu logodnicul ei i-a dat puterea să reziste la toate încercările.
La un moment dat ea a mituit cu  bijuterii personale niște Nyilasiști care se pregăteau să ucidă mai mulți copii evrei și să-i arunce în Dunăre, apoi i-a ascuns pe acei copii (între care  János Gömöri) la ea acasă și a avut grijă de ei până la sfârșitul războiului.
În cele trei locuințe pe care Karády le-a posedat la Budapesta și în împrejurimi ea a ascuns mai mulți prieteni evrei care au reușit să scape de teroarea nazistă și de deportarea în lagărele morții. În 1942 a fost judecată și pedepsită cu o amendă însemnată pentru că l-a adus acasă de pe front pe compozitorul evreu György G. Dénes, care se afla acolo la muncă obligatorie. După cum scrie în memoriile ei, ea a încercat să salveze evrei și din stația de deportare de la Kistarcsa. 
Iubitul ei, generalul Ujszászy, a fost predat de armata germană sovieticilor în cadrul unui schimb de spioni și soarta lui a fost o vreme necunoscută. După eliberarea Budapestei, Karády a aflat că logodnicul ei a fost executat de sovietici și a căzut într-o stare de depresie care a ținut nouă luni. Se pare că la acea dată, de fapt el încă mai era în viață, și că a fost executat ceva mai târziu.

## Ultimii ani în Ungaria
În primii ani de după război a apărut din nou la Budapesta, mai ales în spectacole de operetă și în unele teatre de provincie. Noul regim în curs de consolidare sub ocupație sovietică nu o vedea bine, considerând-o vedetă a epocii lui Horthy.
Ultimul ei mare succes pe scena Teatrului de operetă a fost în creația lui Paul Abraham, Bal la Savoy în anul 1948. Rareori a fost angajată în filme: un scurt metraj Betlehemi királyok („Magii de la Bethlehem”) și într-o producție după Móricz Zsigmond Forró mezők, în care joacă pentru ultima oară rolul femeii fatale, alături de actorul Szabó Sándor.

## În exil
Văzând situația, în anul 1951, la sfârșitul unei conferințe, Katalin Karády, împreună cu prietena ei Irma Frank, s-a îndreptat spre Szombathely, de unde un contrabandist le-a transferat în Austria. A locuit o vreme la Salzburg, apoi, în 1952, a trecut în Elveția, iar în 1953 s-a mutat la Bruxelles. O vreme a putut fi auzită la postul de Radio Europa Liberă în limba maghiară.
Actrița s-a stabilit apoi la Sao Paulo în Brazilia, unde a trăit până în 1968 când a primit viza americană și s-a mutat în Statele Unite. A locuit la New York, unde a deschis un magazin de pălării pe Madison Avenue, împreună cu vechile ei prietene, surorile Frank.
A murit la 8 februarie 1990 în locuința ei din New York, după o suferință de mai multe luni în urma unui cancer.
Cu consimțământul cardinalului Paskay, rămășitele pământești ale actriței au fost aduse din America la Bazilica Szent István (Sfântul Ștefan) din Budapesta, unde s-a oficiat serviciul divin la 19 februarie 1990. Apoi ele  au fost îngropate în parcela artiștilor din cimitirul Farkasréti din Budapesta.

## Roluri în teatru
- 1939 - Somerset Maugham - Atkins Zoe: Az asszony és az ördög - Lady Elizabeth -Pesti Színház
- 1940 - János Bókay : Első szerelem - Gabi  -Vígszínház
- 1940 - Edward Sheldon: Románc - Rita -Vígszínház
- 1941 - Mihail Arțîbașev: Féltékenység - Jelena -Vígszínház
- 1943 - Szabolcs Fényes : A királynő csókja - Izabella -Operettszínház
- 1945 - Szabolcs Fényes : Maya - Maya -Operettszínház
- 1945 - Viktor Jacobi : Sybill - Sybill -Operettszínház
- 1946 - Rudolf Halász  Fekete liliom - Zia -Operettszínház
- 1947 - Ferenc Fendrik : Vera és családja - Vera - Pesti Színház
- 1948 - Pál Ábrahám : Bál a Savoyban - (Paul Abraham Bal la Savoy) La Tangolita -Operettszínház

## Filmografia
- 1939 Halálos tavasz (O primăvară fatală)
- 1940 Erzsébet királyné (Regina Elisabeta)
- 1940 Hazajáró lélek
- 1941 Egy tál lencse
- 1941 Ne kérdezd, ki voltam (Nu întreba, cine am fost)
- 1941 Kísértés
- 1941 A szűz és a gödölye
- 1942 Szíriusz
- 1942 Tábori levelezőlap (film artistic de scurt metraj)
- 1942 Halálos csók (Sărutul fatal)
- 1942 Csalódás
- 1942 Alkalom
- 1942 Valahol Oroszországban (Undeva în Rusia) (film artistic de scurt metraj)
- 1942 Külvárosi őrszoba
- 1942 Egy szív megáll
- 1942 Ópiumkeringő
- 1943 Makrancos hölgy
- 1943 Valamit visz a víz (Ceva aduce apa)
- 1943 Szováthy Éva
- 1943 Boldog idők (Timpuri fericite)
- 1943-44 Machita
- 1944 Hangod elkísér (film artistic de scurt metraj)
- 1947 Betlehemi királyok (Magii din Betlehem) (film artistic de scurt metraj)
- 1948 Forró mezők

## Selecție de cântece
- A gyöngyhalász
- A kettőnk életét
- A legszebb szó / Halálos Tavasz
- A Múlt mesél
- A nyár sodort felém
- A szívem megdobban
- A szívemben titokban
- Álltam a hídon
- Az álmaimat nem veheted el
- Az én szerelmem
- Az óramutatók szerelme
- Bocsánat
- Csókolj meg!
- Drágám, te vagy az első nagy szerelmem
- Egy szédült pillanat
- Egy szemvillanás
- Elég volt nékem Magából
- Ez lett a vesztünk
- Ezt a nagy szerelmet tőled kaptam én
- Fáj a szívem...
- Fél pár gyűrött kesztyű
- Feladtam a sorsomat
- Feledj ha tudsz
- Fogadj el engem
- Furcsa baj a szerelem
- Gondolsz-e rám
- Gyere cigány vélem a rózsámhoz
- Gyújtson rá
- Gyűlölöm a vadvirágos rétet
- Halálos méreg
- Halálos méreg (Amado Mio)
- Halálos tavasz
- Halkan a parkban
- Hamvadó cigarettavég
- Hiába menekülsz
- Hívj
- Holnap, ki tudja, látsz-e még?
- Honvágy
- Hunyd be a szemed és gondolj rám
- Ilyennek képzeltelek mindig
- Jó a rosszat elfeledni
- Jó éjt Budapest
- Jó éjt, drága kis hadnagyom
- Kár volt a félúton megállnunk...
- Karácsony este
- Katyusa
- Kérj valami mást...
- Két szeme szeret a legtovább
- Köszönj el
- La Bella Tangolita
- Ma éjjel
- Ma rád gondoltam
- Maga rég visszaél azzal, hogy szeretem
- Május éjszakán
- Már ismerem a legszebb szót, szerelem
- Megbocsátom néked
- Miért szeretlek úgy
- Mindig az a perc a legszebb perc
- Mondd, nem kívánsz te túl sokat?
- Munka után
- Ne kérdezd ki voltam
- Neked a búcsú sose fájjon
- Nem szabad
- Nem számít többé nékem semmi
- Nincs vége még
- Ópiumkerintő
- Próbáljuk meg újra
- Sokkal jobban szeretlek, mint máskor
- Sybill levele
- Száz panasz ég a dalomban
- Száz vágy muzsikál most az éjben
- Szép vagy, gyönyörű vagy Magyarország
- Szeretlek én
- Szomjas a szám
- Tangiloita
- Te hogy vagy velem?
- Te vagy a fény az éjszakában
- Téged látlak én
- Testamentom
- Tudok egy dalt
- Tudom, hogy vársz
- Ugye gondolsz néha rám?
- Valahol Oroszországban
- Vannak pillanatok
- Várlak egy lázas éjszakán
- Vártalak
- Veled szeretnék boldog lenni

## Cărți
- Hogyan lettem színésznő? (1989) (Cum am devenit actriță)

## In memoriam
- 1982 - albumul Sohase mondd al cântăreței și actriței Judit Hernády este dedicat repertoriului lui Katalin Karády
- 1991 - O placă memorială a fost instalată pe frontul casei din strada Nyáry Pál utca din districtul V, unde a locuit. Pe placă stă scris: „În această cladire a locuit Katalin Karády (1912-1990), actriță populară din numeroase filme maghiare și apărătoare a celor prigoniți în 1944”
- 2001 - filmul semidocumentar Hamvadó cigarettavég (Un ciubuc aprins de țigară) al regizorului Péter Bacsó, cu actrița Eszter Nagy Kállóczy
- 2006 - piesa de teatru „Karády” de Csaba Pénzes
- 2011 - deschiderea Muzeului-cafenea „Katalin Karády” la Budapesta
- 2012 - emiterea undei mărci poștale maghiare (realizată de István Orosz) în amintirea actriței, cu ocazia Zilei mondiale a teatrului [6]
- 2012 - monodramă jucată de Vienna Zoon Musiktheater, în rolul lui Karady: Emese Fáy